# Pseudonapomyza urundensis
Pseudonapomyza urundensis este o specie de muște din genul Pseudonapomyza, familia Agromyzidae, descrisă de Spencer în anul 1959. Conform Catalogue of Life specia Pseudonapomyza urundensis nu are subspecii cunoscute.